# Parque nacional de Komodo
El parque nacional de Komodo se encuentra en las Islas menores de la Sonda, en el límite entre las provincias de Nusatenggara Occidental y Nusatenggara Oriental, al este de Sumbawa y al oeste de la Isla de Flores en el archipiélago de Indonesia. Fue declarado como Patrimonio de la Humanidad por la Unesco en el año 1991.
El parque nacional lo forman las tres grandes islas de Komodo, Rinca y Padar, así como de otras pequeñas y numerosas islas, como Gili Motang y Nusa Kode. Dichas islas son de origen volcánico y unas 4000 personas viven en ellas.
El parque nacional fue fundado el 6 de marzo de 1980, con el objetivo de proteger al dragón de Komodo (Varanus komodoensis). El objetivo fue ampliado posteriormente hacia la protección de la flora y de la fauna de la región, incluyendo a las zonas marítimas. La superficie (marina y terrestre) abarca unos 1817 km², de los que 603 km² son terrestres. Aunque las extensiones propuestas podrían alcanzar una superficie total de 2321 km². El 11 de noviembre de 2011 el parque nacional de Komodo fue declarado como una de las siete maravillas naturales del mundo.

## Galería

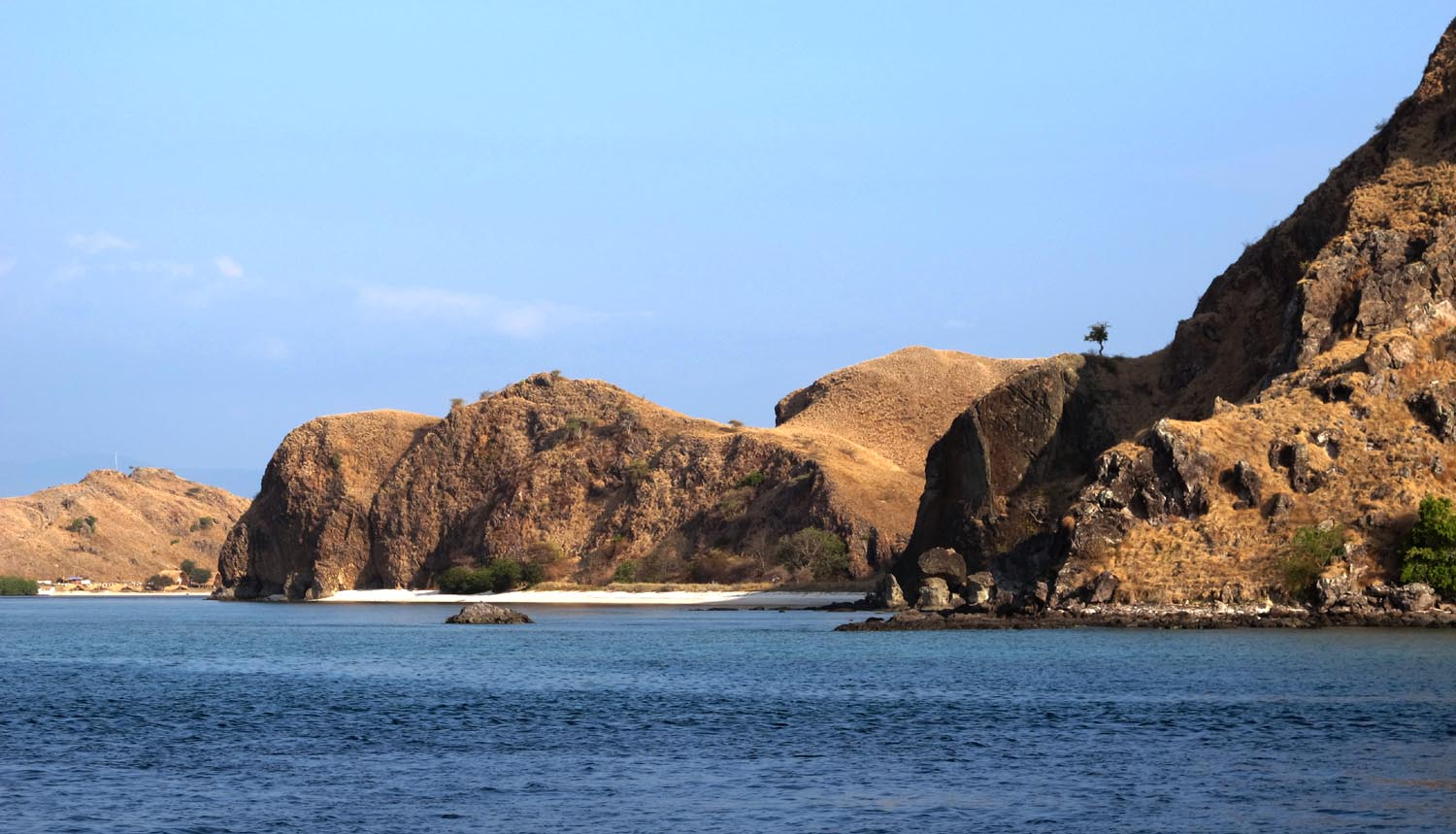
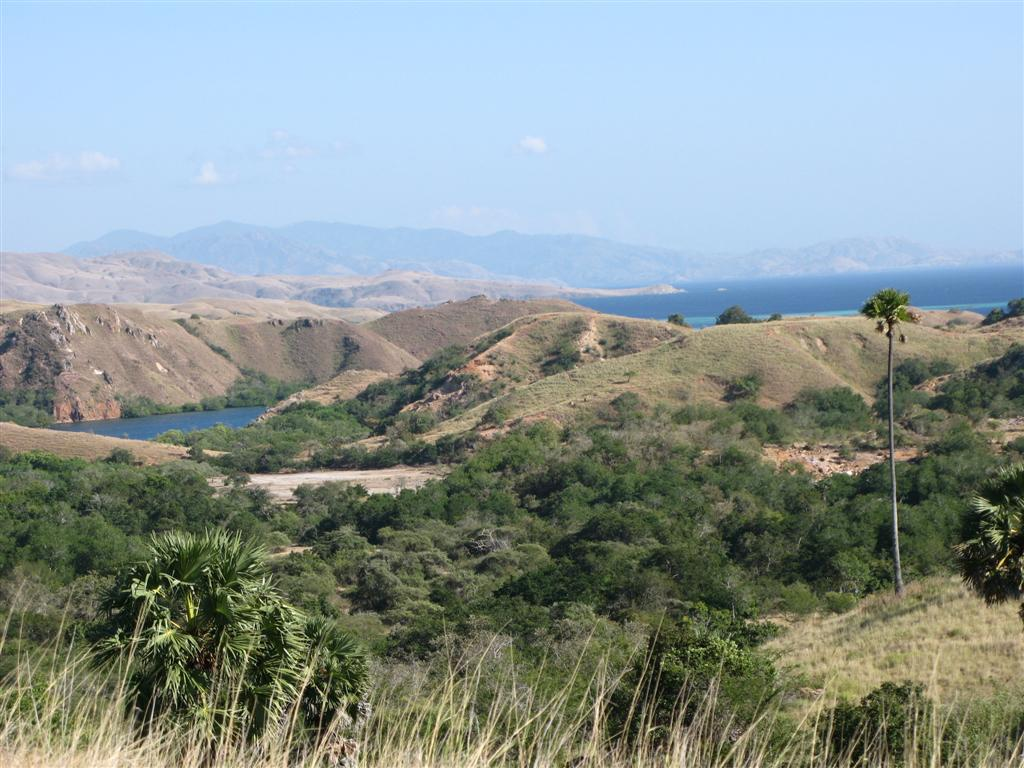
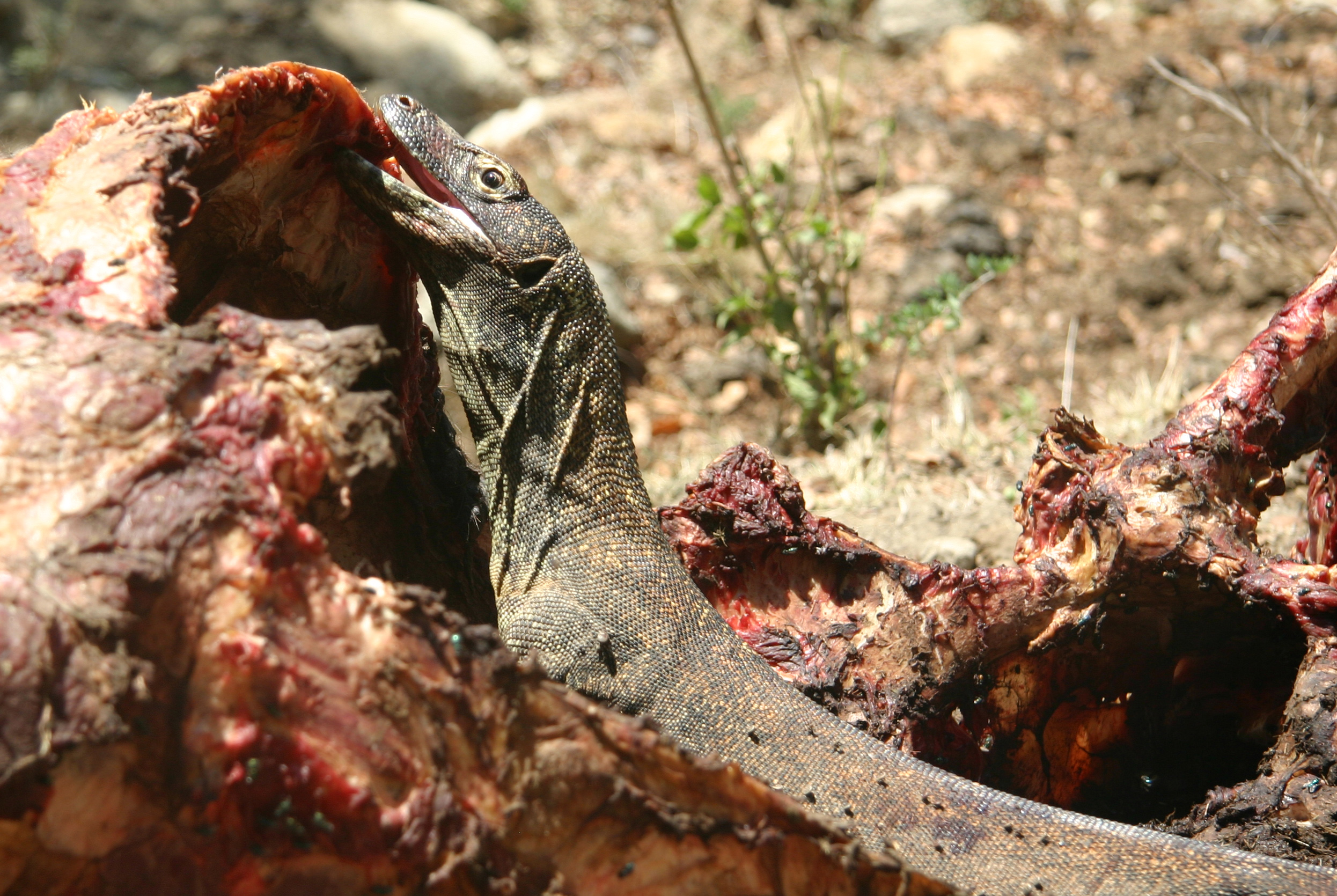
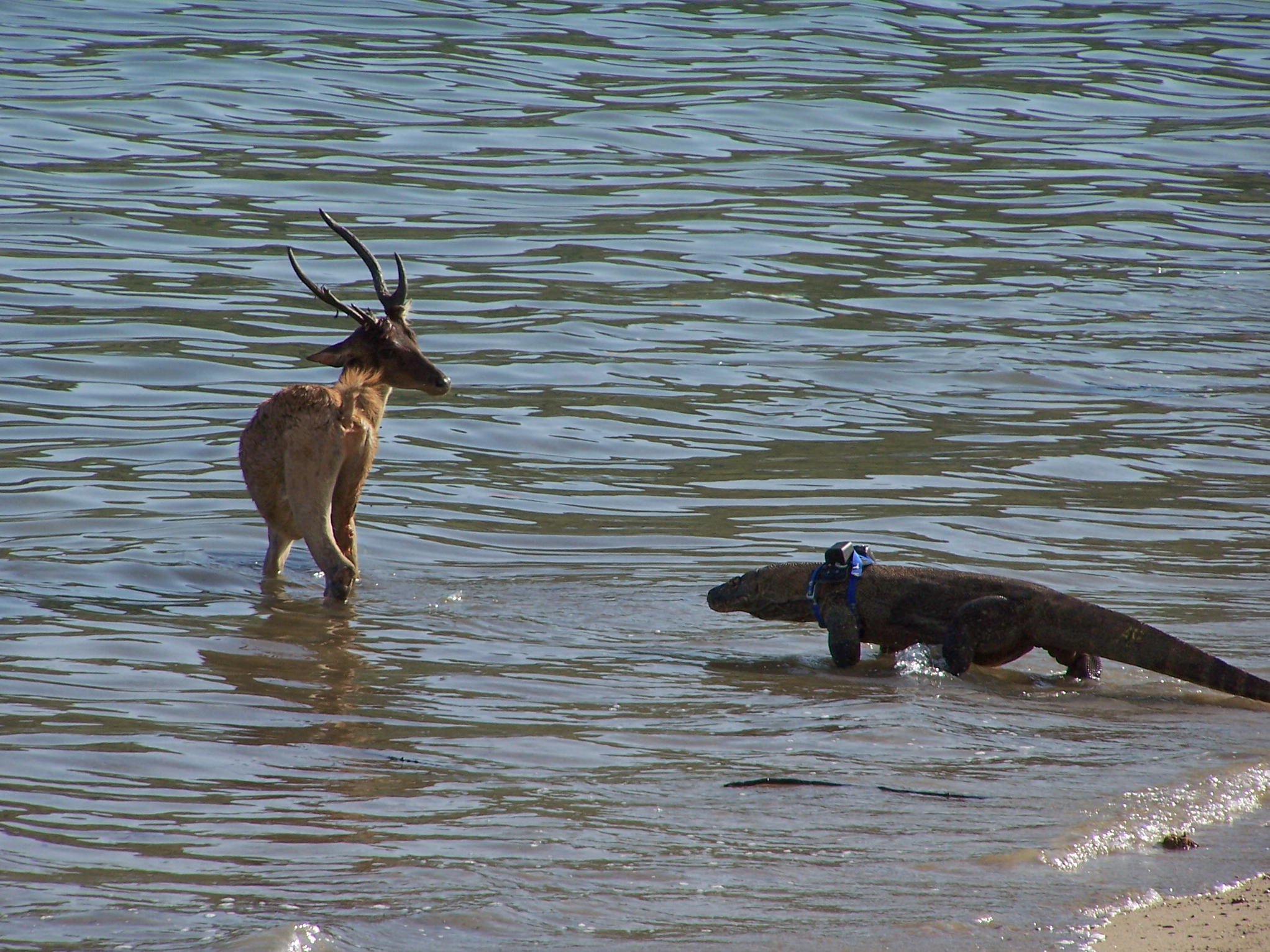